# Smbat Ier d'Arménie
Smbat Ier (en arménien Սմբատ Ա ; né vers 850, mort en 914) ou Smbat Nahadak (Սմբատ Նահատակ, « le Martyr ») est un membre de la famille arménienne des Bagratides, qui a été  roi d'Arménie de 890 à 914. Il est fils d'Achot Ier Medz, roi d'Arménie, et de son épouse Kotramide.

## Biographie
À la mort de son père, il est reconnu roi par le calife abbasside Al-Muqtadir et l'empereur Léon VI, perpétuant la politique d'équilibre entre Byzance et Bagdad. 
Il passe les trois premières années de son règne à combattre son oncle Abas, seigneur de Kars, qui revendique la couronne. Celui-ci vaincu, il doit repousser les incursions de l'émir Afchîn, gouverneur de l'Azerbaïdjan. En 901, le frère de ce dernier, l'émir Yousouf, s'allie à Gagik Arçrouni, prince de Vaspourakan, et lui accorde le titre royal en 908, au nom du calife. La guerre fait rage en Arménie, mais en 910 Gagik comprend que son alliance avec l'émir amène la ruine de l'Arménie et se rallie à Smbat.
Yousouf vient assiéger Smbat en 912 dans le château de Kapouyt. Par ruse il réussit à faire sortir Smbat et le fait prisonnier. Comme Smbat refuse d'ordonner à la garnison arménienne de se rendre, Yousouf le fait torturer à mort. Le cadavre fut exposé sur une croix à Tovin.

## Postérité
D'une épouse inconnue, Smbat a comme enfants :
- Achot II Erkath († 928), roi d'Arménie ;
- Mouschel († 924), marié à une fille de Bagrat Ier d'Abkhazie ;
- Abas († 951), roi d'Arménie.